# 圣克里斯托夫 (塔恩省)
圣克里斯托夫（法語：Saint-Christophe，法語發音：[sɛ̃ kʁistɔf]）是法国奥克西塔尼大区塔恩省的一个市镇，位于该省北部，属于阿尔比区。

## 地理
圣克里斯托夫（44°9'5"N, 2°2'53"E）面积14.47 平方千米，位于法国奧克西塔尼大區塔恩省，该省份为法国南部内陆省份，北起顺时针与阿韦龙省、埃罗省、奥德省、上加龙省和塔恩-加龙省接壤。
与圣克里斯托夫接壤的市镇（或旧市镇、城区）包括：圣安德烈德纳雅克、拉帕鲁基亚勒、蒙蒂拉、圣马丹拉盖皮、勒塞居尔。
圣克里斯托夫的时区为UTC+01:00、UTC+02:00（夏令时）。

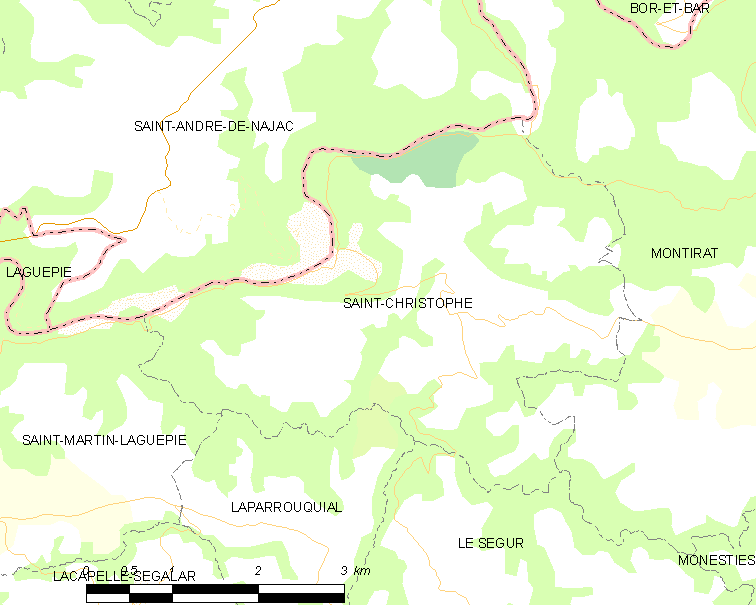
圣克里斯托夫的OSM定位图

## 行政
圣克里斯托夫的邮政编码为81190，INSEE市镇编码为81245。

## 政治
圣克里斯托夫所属的省级选区为卡尔莫第二县。

## 交通
塔恩省省道D27线和D119线经过境内。

## 人口

1962-2008年间圣克里斯托夫人口变化图示

圣克里斯托夫于2022年1月1日时的人口数量为131人。